# Alf Benn
Alfred „Alf“ Benn (* 26. Januar 1926 in Leeds; † Juli 2014 in Wakefield) war ein englischer Fußballspieler.

## Karriere
Benn kam im April 1945 von East Leeds zum örtlichen Profiklub Leeds United und absolvierte noch im selben Monat seinen einzigen Auftritt für die erste Mannschaft. Am 21. April 1945 spielte er an der Seite von Frank Butterworth und Sam Weaver in der Läuferreihe in einem kriegsbedingt ausgetragenen Ersatzwettbewerb der Football League bei einem 3:1-Sieg beim FC Barnsley. In den folgenden Jahren trat Benn für die dritte Mannschaft des Klubs in der Yorkshire League und für die Reservemannschaft in der Central League in Erscheinung, im Januar 1947 stieg er zum Profi auf.
Im Juli 1948 verließ er Leeds und wechselte in die Football League Third Division North zum FC Southport. Für Southport stand er zum Auftakt der Saison 1948/49 gegen Stockport County als linker Läufer in der Mannschaft, zwei weitere Einsätze folgten aber erst im Februar 1949 als Ersatz für Bob Hacking. Als Tabellenvorletzter musste sich Southport zur Wiederwahl um den Ligaverbleib stellen und Benn wurde nicht über das Saisonende hinaus verpflichtet.
Nach einer erfolglosen zweimonatigen Probezeit bei Halifax Town schloss sich Benn dem in der Midland League spielenden Klub Frickley Colliery an, im Sommer 1950 zog er zu Selby Town in die Yorkshire League weiter. 1953 und 1954 gewann er mit der Mannschaft die Ligameisterschaft und im landesweiten Pokalwettbewerb, dem FA Cup, wurde erstmals in der Klubgeschichte die Hauptrunde erreicht. Sowohl im FA Cup 1952/53 (1:5-Erstrundenaus gegen Bishop Auckland) als auch im FA Cup 1953/54 (0:2-Erstrundenaus gegen Bradford Park Avenue) wirkte Benn als Teil der Läuferreihe mit, gegen Bishop Auckland erzielte er den Ehrentreffer. Seinen Lebensunterhalt verdiente er als Inhaber eines Elektronikgeschäfts in Leeds.